# Livezile (Timiș)

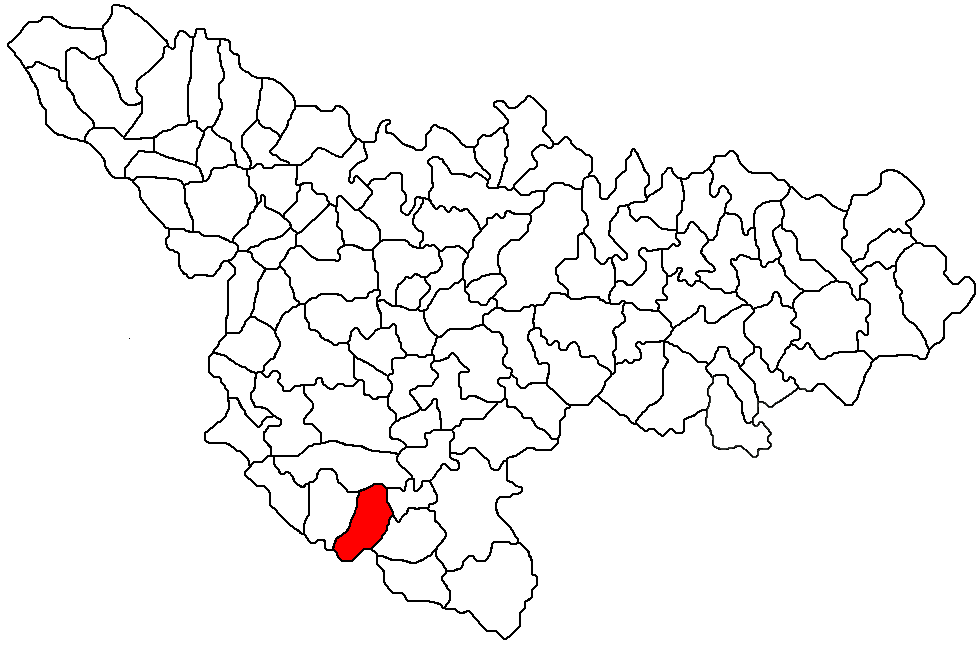
Lage der Gemeinde Livezile im Kreis Timiș

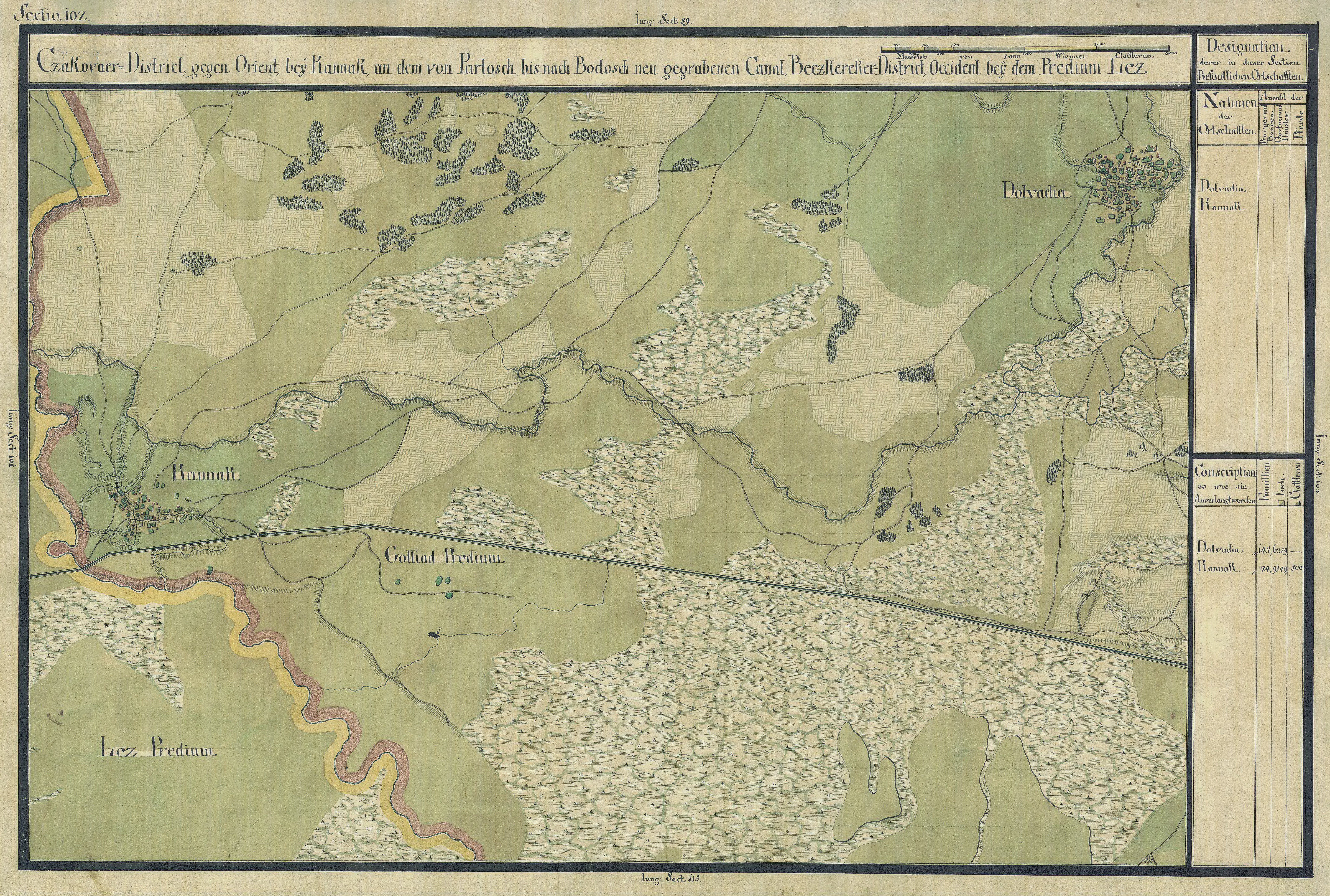
Dolvadia auf der Josephinischen Landaufnahme (1769–1772)

Livezile (bis 1968 Tolvădia, auch Dolvadia; deutsch Tolwad oder Tolwadin, ungarisch Tolvád) ist eine Gemeinde im Kreis Timiș, in der Region Banat, im Südwesten Rumäniens. Zur Gemeinde Livezile gehört auch das Dorf Dolaț.

## Geografische Lage
Livezile liegt im Süden des Kreises Timiș, sechs Kilometer von Dolaț entfernt, dicht an der Grenze zu Serbien.

## Nachbarorte
| Gad     | Dolaț                                       | Ofsenița |
| Giera   | Kompassrose, die auf Nachbargemeinden zeigt | Banloc   |
| Serbien | Serbien                                     | Partoș   |

## Geschichte
Der Ort wurde 1332–1337 unter den Bezeichnungen Tewvid, Taluod und Tolnnyd urkundlich erwähnt. 1462 war der Ort im Besitz von Bergsoy Hagymas (Hăghimaș din Beregsău). Bei der Josefinischen Landaufnahme von 1717 hatte Tolwadin 30 Häuser und gehörte dem Distrikt Tschakowa (Ciacova) an. Kirchlich war Tolwadin im 19. Jahrhundert eine Filiale der katholischen Pfarrei Ofsenița.
Am 4. Juni 1920 wurde das Banat infolge des Vertrags von Trianon dreigeteilt. Der größte, östliche Teil, zu dem auch Tolwadin gehörte, fiel an das Königreich Rumänien. Die amtliche Ortsbezeichnung wurde Tolvădia, die 1968 in Livezile geändert wurde.
Infolge des Waffen-SS-Abkommens vom 12. Mai 1943 zwischen der Antonescu-Regierung und Hitler-Deutschland wurden alle deutschstämmigen wehrpflichtigen Männer in die deutsche Armee eingezogen.
Dafür mussten die Deutschen aus Rumänien nach dem Seitenwechsel Rumäniens am 23. August 1944 büßen. Noch vor Kriegsende, im Januar 1945, fand die Deportation aller volksdeutschen Frauen zwischen 18 und 30 Jahren und Männer im Alter von 16 bis 45 Jahren zur Aufbauarbeit in die Sowjetunion statt.
Das Bodenreformgesetz vom 23. März 1945, das die Enteignung der deutschen Bauern in Rumänien vorsah, entzog der ländlichen Bevölkerung die Lebensgrundlage. Der enteignete Boden wurde an Kleinbauern, Landarbeiter und Kolonisten aus anderen Landesteilen verteilt. Anfang der 1950er Jahre wurde die Kollektivierung der Landwirtschaft eingeleitet.
Durch das Nationalisierungsgesetz vom 11. Juni 1948, das die Verstaatlichung aller Industrie- und Handelsbetriebe, Banken und Versicherungen vorsah, fand die Enteignung aller Wirtschaftsbetriebe statt.
Während der administrativen Umstrukturierung von 1968 wurde Tolvădia in Livezile umbenannt und zusammen mit Dolaț der Gemeinde Banloc angegliedert. 2006 wurde Livezile Gemeinde, der auch Dolaț angehört.

## Demografie
Die Bevölkerungsentwicklung der Gemeinde Livezile:
| 1880 | 1628 | 792  | 103 | 475 | 258 |
| 1910 | 1965 | 971  | 164 | 536 | 294 |
| 1930 | 1916 | 911  | 109 | 607 | 289 |
| 1977 | 1387 | 945  | 77  | 219 | 146 |
| 2002 | 1069 | 954  | 52  | 24  | 39  |
| 2021 | 1374 | 1194 | 7   | 2   | 171 |